# Sainte-Marie-de-Vatimesnil

Sainte-Marie-de-Vatimesnil este o comună în departamentul Eure, Franța. În 1 ianuarie 2022 avea o populație de 268 de locuitori.